# هارون بيرسون
هارون بيرسون (بالإنجليزية: Aaron Pearson)‏ هو لاعب كرة قدم أمريكية أمريكي، ولد في 22 أغسطس 1964 في غادسدن في الولايات المتحدة.

## وصلات خارجية
- هارون بيرسون على موقع مرجع كرة القدم المحترفة.كوم (الإنجليزية)
- هارون بيرسون على موقع JustSportsStats.com (الإنجليزية)